# إيرف بيموراس
إيرف بيموراس (بالإنجليزية: Irv Bemoras)‏ مواليد 18 نوفمبر 1930 في شيكاغو - الوفاة 01 نوفمبر 2007، كان لاعب كرة سلة أمريكي. بدأ مسيرته الاحترافية في سنة 1953. تم اختياره من قبل فريق أتلانتا هوكس خلال الدرافت. بلغ طوله 6 قدم 3 بوصة (1.9 م). اعتزل اللعب في 1957.

## روابط خارجية
- إيرف بيموراس على موقع إن بي أي (الإنجليزية)
- إيرف بيموراس على موقع سبورتس رفرنس (الإنجليزية)
- إيرف بيموراس على موقع كلية كرة السلة في سبورتس رفرنس.كوم (الإنجليزية)
- إيرف بيموراس على موقع ريلجم (الإنجليزية)
- إيرف بيموراس على موقع بروبوليرز (الإنجليزية)